# Ulkomainen Pihlavakari
Ulkomainen Pihlavakari är en ö i Finland. Den ligger i Bottenhavet och i kommunen Björneborg i den ekonomiska regionen  Björneborgs ekonomiska region i landskapet Satakunta, i den sydvästra delen av landet. Ön ligger omkring 31 kilometer nordväst om Björneborg och omkring 260 kilometer nordväst om Helsingfors.
Öns area är 1,1 hektar och dess största längd är 150 meter i sydöst-nordvästlig riktning.